# Вурунтьери
Вурунтьери (англ. Wurundjeri) — обобщённое название группы племён австралийских аборигенов, относящиеся к народности кулин. Место исторического проживания вурунтьери располагается на территории современного Мельбурна, Австралия. До прихода в эти места европейцев вурунтьери жили в этих местах на протяжении нескольких десятков тысяч лет, занимаясь охотой и собирательством. Они постоянно мигрировали в районе своего обитания, выбирая места для стоянок и временных поселений в зависимости от сезонных изменений климата и доступности источников продовольствия.
Родным языком вурунтьери является язык войварранг. Иногда эти понятия заменяют одно другим, однако при этом необходимо помнить, что термин «вурунтьери» относится к людям, населяющим определённую территорию, в то время как термин «войварранг» относится к языковой группе, общей для людей, проживающих на определённой территории. Изначально территория, на которой проживали вурунтьери, располагалась между Большим Водораздельным хребтом на севере, горами Боу-Боу на востоке, рекой Мордиаллок-крик на юге и на западе рекой Верреби. Соседями вурунтьери были австралийские аборигены, относящиеся к группам гуанаи и банаранг и проживающие на полуострове Морнингтон. Название народа происходит из слов wurun, что означает определённую разновидность эвкалипта, произрастающего в этой местности, и djeri, что означает определённый вид насекомых, живущих на этих деревьях.